# The Boy Next Door
The Boy Next Door (no Brasil, O Garoto da Casa ao Lado) é um livro escrito por Meg Cabot. A história do livro é contada totalmente através de e-mails.
The Boy Next Door foi lançado em 8 de outubro de 2002 nos Estados Unidos, pela editora HarperCollins, contendo 384 páginas. No Brasil, seu lançamento ocorreu cerca de dois anos depois, em 2004, pela editora Record, com 394 páginas e o título O Garoto da Casa ao Lado.

## Sinopse
Melissa "Mel" Fuller é uma garota do interior que escreve para uma coluna de fofocas do The New York Journal. Pouco tempo depois de ter terminado com seu namorado, Aaron Spender, ela socorre sua vizinha, Helen Friendlander, após perceber que ela estava desmaiada. Depois é comprovado que Helen havia levado uma pancada na cabeça, ela é operada, mas ainda assim entra em coma. Durante algum tempo, Melissa fica responsável por cuidar do cachorro dinamarquês e dos gatos da vizinha, porém logo essa responsabilidade é dividida com que ela acredita ser o sobrinho da srª Friedlander, Max Friedlander, que muda-se para o apartamento ao lado do seu.